# Џена Колман
Џена-Луиз Колман (енгл. Jenna-Louise Coleman; 27. април 1986), од јуна 2013. године познатија као Џена Колман, енглеска је глумица. Позната је по улогама Џезмин Томас у сапуници Emmerdale, Кларе Освалд у Би-Би-Си-јевој серији Доктор Ху (енгл. Doctor Who), краљице Викторије у драми Викторија (енгл. Victoria) и Џоене Линдси у Би-Би-Си-јевој серији The Cry.
Колманова је рођена у Блекпулу у Ланкаширу у Енглеској, а глумачку каријеру је започела у раној младости као члан компаније „In Yer Space”. Док је била на аудицијама за драмске школе 2005. године, изабрана је за улогу Џезмин Томас у серији Emmerdale. За свој наступ добила је похвале критичара и номинована је за награду најпопуларнијег новајлије на додјели награда националне телевизије 2006. године.
Колманова је глумила Линдси Џејмс у Би-Би-Си-јевој драмској серији Waterloo Road (2009), Сузан Браун у телевизијској адаптацији романа Џона Брејна Room at the Top (2012), Ени Десмонт у мини-серији Џулијена Фелоуса Titanic (2012) и Роузи у оригиналној драмској серији Стивена Полијакофа Dancing on the Edge (2013). Појавила се као Лидија Викем у Би-Би-Си-јевој драмској мини-серији Death Comes to Pemberley (2013) и као Катрина Кларк у романтичном филму Док нисам срела тебе (енгл. Me Before You, 2016).

## Приватни живот
Колманова је од 2015. године у вези са глумцем Томом Хјузом који је са њом глумио у серији Викторија. Претходно је била у вези са глумцима Ричардом Маденом и Карлом Дејвисом. 
Колманова је била укључена у добротворни рад у Јужној Африци подижући свијест о ХИВ-у са фондацијом One To One Children's Fund у којој је амбасадор. Такође је амбасадор за Place2Be, добротворну организацију која пружа емоционалне и терапеутске услуге у школама.

## Филмографија

### Филм
| Година | Назив                          | Оригинални назив                   | Улога         |
| ------ | ------------------------------ | ---------------------------------- | ------------- |
| 2011   | Капетан Америка: Први осветник | Captain America: The First Avenger | Кони          |
| 2016   | Док нисам срела тебе           | Me Before You                      | Катрина Кларк |
| 2019   | Корпоративно чудовиште         | Corporate Monster                  | Елен          |

### Телевизија
| Година          | Назив     | Оригинални назив             | Улога              |
| --------------- | --------- | ---------------------------- | ------------------ |
| 2005–2009       |           | Emmerdale                    | Џезмин Томас       |
| 2009            |           | Waterloo Road                | Линдси Џејмс       |
| 2012            |           | Titanic                      | Ени Десмонд        |
| 2012            |           | Room at the Top              | Сузан Браун        |
| 2012–2015, 2017 | Доктор Ху | Doctor Who                   | Клара Освалд       |
| 2013            |           | Dancing on the Edge          | Роузи Вилијамс     |
| 2013            |           | The Five(ish) Doctors Reboot | саму себе          |
| 2013            |           | Death Comes to Pemberley     | Лидија Викем       |
| 2016–2019       | Викторија | Victoria                     | краљица Викторија  |
| 2016            |           | Thunderbirds Are Go          | Бејнс              |
| 2018            |           | The Cry                      | Џоена Линдси       |
| 2020            |           | Inside No. 9                 | Бити               |
| 2020            |           | The Serpent                  | Мари-Андре Леклерк |